# Alofia merki
Alofia merki is een kreeftachtigensoort uit de familie van de Sebekidae. De wetenschappelijke naam van de soort is voor het eerst geldig gepubliceerd in 1922 door Giglioli, in Sambon.